# Formula Fiat Abarth
Formula Fiat Abarth è un campionato monomarca per vetture a ruote scoperte, che si svolse in Italia nel corso degli anni ottanta.

## Storia

Giovanna Amati nel campionato 1981 di Formula Fiat Abarth

Il campionato fu pensato dalla CSAI in sostituzione della Formula Italia e come questa, fungendo da categoria propedeutica alla Formula 3, doveva essere particolarmente economica, le vetture non avevano alcun dispositivo che creasse l'effetto suolo, cosa che si stava imponendo in tutte le categorie superiori, ma neppure alcun'appendice alare, dovendosi i giovani piloti concentrare sull'acquisizione delle conoscenze basilari riguardanti le regolazioni meccaniche dell'assetto. Come per la Formula 3 era previsto un debimetro, realizzato tramite un condotto di aspirazione del motore di diametro ristretto per limitare la potenza del motore e favorirne l'affidabilità e la durata.
La vettura (codice di progetto Abarth 033), progettata a partire dal settembre 1978 e costruita dal gennaio 1979, fu ufficialmente presentata all'autodromo di Monza il sabato precedente al Gran Premio d'Italia 1979 alla presenza di Jody Scheckter che in quel Gran Premio sarebbe diventato campione del mondo di Formula 1, la domenica mattina fu portata in pista dal collaudatore Giorgio Pianta. 
Alla presentazione fu indicato il programma di produzione, che prevedeva la realizzazione di 150 vetture, di cui 50 entro il successivo mese di marzo, e il prezzo di vendita, vicino ai 10 milioni di lire.
Il campionato cominciò l'anno seguente e fu lanciato con grandi mezzi dalla FIAT, una monoposto fu regalata al settimanale Autosprint perché la assegnasse a un giovane pilota promettente. La scelta cadde su Roberto Ravaglia che pur non vincendo il campionato ebbe poi un'eccezionale carriera nelle gare Turismo, vincendo diversi campionati tra cui il Campionato del mondo turismo. Nelle intenzioni degli organizzatori la serie sarebbe dovuta durare cinque anni, disputati sempre con lo stesso modello di vettura, invece proseguì per altri due anni per mancanza di una categoria sostitutiva. Il pensionamento avvenne con il varo della Formula Alfa Boxer.
Il pilota, lanciato da questa serie, che ebbe maggior fortuna fu Alessandro Nannini, vincitore del secondo campionato della categoria, disputato nel 1981.
Henry Morrogh ottenne dalla Fiat una FFA da mettere in palio con la sua scuola di pilotaggio tramite un concorso Nazionale che si svolse a Vallelunga e che vide la partecipazione di molti piloti tra i quali si ricordano : Alessandro Santin, Stefano Berra, Franco Frankie Mulas e Gigi Montini quest’ultimo risultò vincitore aggiudicandosi la vettura con telaio Nr. 21, dopo un serrato confronto con Santin, facendo il giro più veloce ed il minor tempo di percorrenza nei quattro giri percorsi alternandosi sulla pensionanda formula Italia.

## Caratteristiche tecniche
Il telaio era una monoscocca centrale in lamiera d'acciaio riempita di poliuretano, con due telaietti tubolari all'anteriore e al posteriore di facile sostituzione in caso di urti. Questa scelta di una scocca molto robusta, per non dover essere sostituita in caso di incidenti, dava una grande rigidità torsionale (sul passo era pari a 360 kgm per grado), ma anche un peso piuttosto elevato. La carrozzeria era in poliestere autoestinguente.

Le sospensioni erano con braccetti tubolari inferiori e bilanciere superiore; quest'ultimo, prodotto dalla Teksid in lega leggera, era uguale per tutte e quattro le sospensioni, così come il portamozzo e i freni a disco forniti dalla Brembo, al fine di permettere di disporre di un numero di pezzi di ricambio ridotto.

La meccanica era derivata da quella della Lancia Beta 2000: il motore, di serie, era un 2000cc quattro cilindri con distribuzione a doppio albero a camme in testa (motore bialbero "Lampredi"), posto in posizione trasversale dietro all'abitacolo. Le uniche differenze del propulsore rispetto alla serie erano lo scarico libero e l'alimentazione con due carburatori doppio corpo; inoltre la coppa dell'olio era stata modificata per evitare la costosa scelta di una lubrificazione a carter secco. Anche il cambio, a cinque velocità, era della Lancia Beta, mentre il radiatore era quello della Fiat Ritmo e la scatola di guida era della Fiat 131

Gli pneumatici Pirelli P7 costavano 300.000 Lire ed era previsto che potessero percorrere tre gare.

Le caratteristiche tecniche erano:
| Cilindrata                    | 1995 cm³               |
| Alesaggio x corsa             | 84 x 90 mm             |
| Rapporto di compressione      | 8,9:1                  |
| Potenza massima               | 132 CV a 6000 giri/min |
| Carreggiata anteriore         | 1426 mm                |
| Carreggiata posteriore        | 1471 mm                |
| Passo                         | 2300 mm                |
| Lunghezza massima carrozzeria | 3450 mm                |
| Larghezza massima carrozzeria | 1380 mm                |
| Pneumatici anteriori          | 175/50 x 13            |
| Pneumatici posteriori         | 265/40 x 13            |
| Capienza serbatoio            | 32 L                   |
| Peso                          | 530 kg                 |
| Velocità max.                 | 200 km/h               |
| Cambio                        | 5 marce                |

## Albo d'oro
La Formula FIAT Abarth ha avuto sette edizioni dal 1980 al 1986.
| Edizione     | Anno | Vincitore          | Vincitore |
| Edizione     | Anno | Pilota             |           |
| ------------ | ---- | ------------------ | --------- |
| I Edizione   | 1980 | Emanuele Pirro     |           |
| II Edizione  | 1981 | Alessandro Nannini |           |
| III Edizione | 1982 | Gabriele Gorini    |           |
| IV Edizione  | 1983 | Nino Famà          |           |
| V Edizione   | 1984 | Michele Minutolo   |           |
| VI Edizione  | 1985 | Maurizio Arfè      |           |
| VII Edizione | 1986 | Luca Drudi         |           |